# Mercetaspis calligoni
Mercetaspis calligoni är en insektsart som först beskrevs av Borchsenius 1949.  Mercetaspis calligoni ingår i släktet Mercetaspis och familjen pansarsköldlöss. Inga underarter finns listade i Catalogue of Life.